# Corydoras lacrimostigmata
Corydoras lacrimostigmata es una pequeña especie de pez siluriforme de agua dulce de la familia Callichthyidae y del género Corydoras, cuyos integrantes son denominados comúnmente coridoras, limpiafondos o barrefondos. Habita en aguas subtropicales del centro-este de América del Sur.

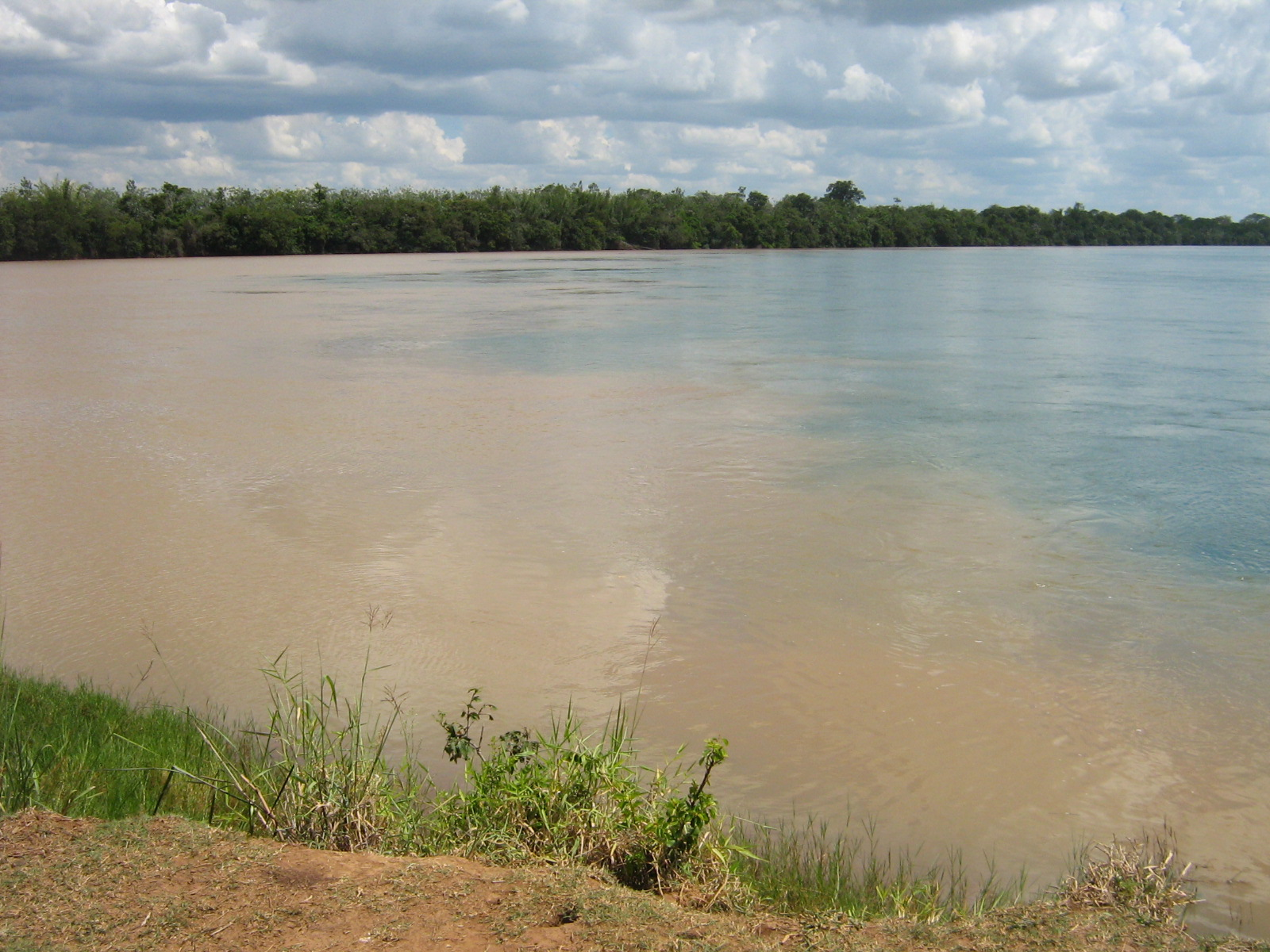
Esta especie de pez es endémica de la cuenca del río Ivaí; en la imagen se observa dicho curso fluvial desembocando en el río Paraná.

## Distribución geográfica y hábitat
Ecorregionalmente es un endemismo de la ecorregión de agua dulce Paraná superior.
Habita en cursos fluviales de aguas cálidas en el centro-este de Sudamérica, correspondientes a la cuenca del Plata, en la subcuenca del río Alto Paraná del sudeste de Brasil. Es endémico del estado de Paraná, de la cuenca del río Ivaí, un afluente por la margen izquierda del Paraná, uno de los ríos formadores del Río de la Plata, el cual vuelca sus aguas en el océano Atlántico.
El Paraná superior también es el hábitat de otras especies del género Corydoras: C. aeneus (Gill, 1858), C. difluviatilis Britto & Castro, 2002, C. ehrhardti Steindachner, 1910 y C. flaveolus Ihering, 1911.

## Taxonomía

En rojo se indica en el mapa el municipio brasileño de Cândido de Abreu, de donde proviene el ejemplar tipo.

Esta especie fue descrita originalmente en el año 2014 por los ictiólogos Luiz Fernando Caserta Tencatt, Marcelo Ribeiro de Britto y Carla S. Pavanelli.
Localidad y ejemplar tipo
El holotipo es un ejemplar de 31,8 mm de largo, al cual le fue asignado el código MNRJ 40725. La localidad tipo es: Brasil, estado de Paraná, Cândido de Abreu, río Maria Flora, afluente del río Ubazinho, cuenca del río Ivaí. Fue colectado el 9 de marzo de 2013 por L. F. C. Tencatt, G. C. Deprá y F. T. Mise, en las coordenadas 24º36’32”S 51º15’32”W.
Etimología
Etimológicamente el nombre genérico Corydoras se construye con palabras del idioma griego, en donde kóry es 'yelmo', 'coraza', 'casco', y doras es 'piel'. Esto se relaciona a la carencia de escamas y la presencia de escudos óseos a lo largo del cuerpo.
El nombre específico lacrimostigmata se compone de dos palabras en latín: lacrĭma, que significa 'lágrima', más el término stigmata, que se troduce como 'marcas', haciendo alusión a la difusa banda oscura situada entre la comisura de la boca y el margen anterior de la órbita y de la mancha oscura en forma de gota en la parte posterior de la escama infraorbital, que dan la apariencia como que el pez estuviese llorando. Es un sustantivo en aposición.